# ديدييه أندريه
ديدييه أندريه (بالفرنسية: Didier André)‏ هو سائق سيارة سباق فرنسي، ولد في 3 سبتمبر 1974 في ليون في فرنسا.

## روابط خارجية
- ديدييه أندريه على موقع Racing-Reference.info (الإنجليزية)
- ديدييه أندريه على موقع DriverDB.com (الإنجليزية)